# Neuhof (Hesse)
Pour les articles homonymes, voir Neuhof.
Neuhof est une municipalité allemande située dans le land de la Hesse et l'arrondissement de Fulda.
Le Monte Kali, terril de sel issu de l'exploitation de la potasse, est un élément marquant du paysage de Neuhof.